# Eriborus agraensis
Eriborus agraensis là một loài tò vò trong họ Ichneumonidae.